# Cục Kỹ thuật nghiệp vụ, Bộ Công an (Việt Nam)
Cục Kỹ thuật nghiệp vụ (A06) trực thuộc Bộ Công an Việt Nam là cơ quan đầu ngành tham mưu cho Đảng ủy Công an Trung ương, thủ trưởng của Bộ Công an lãnh đạo, chỉ đạo toàn diện các mặt công tác kỹ thuật nghiệp vụ trong toàn ngành công an.

## Lịch sử
Theo Nghị định số 01/NĐ-CP ngày 6 tháng 8 năm 2018 quy định về chức năng, nhiệm vụ, quyền hạn và cơ cấu tổ chức bộ máy của Bộ Công an, Cục Kỹ thuật nghiệp vụ được thành lập trên cơ sở hợp nhất Cục Kỹ thuật nghiệp vụ I và Cục Kỹ thuật nghiệp vụ II thuộc Tổng cục An ninh và trực thuộc Bộ Công an.

## Tổ chức
- Phòng 1
- Phòng 2
- Phòng 3
- Phòng 4
- Phòng 5[8]
- Phòng 6
- Phòng 7
- Phòng 8[9]
- Phòng 9
- Phòng 10

## Khen thưởng
- Huân chương Chiến công hạng Ba[10]

## Lãnh đạo qua các thời kỳ

### Cục trưởng
- Trung tướng Nguyễn Mạnh Trung
- Trung tướng Trần Việt Kiều, nguyên Viện trưởng Viện Khoa học hình sự

### Phó Cục trưởng
- Đại tá Hoà Quang Tưng, đến 3.2022, sau là Phó Giám đốc Công an tỉnh Cao Bằng[11]